# Мирен
Мирен (словен. Miren) — місто в общині Мирен-Костанєвиця, Регіон Горишка, Словенія. Висота над рівнем моря: 50,3 м знаходиться в безпосередній близькості від кордону з Італією. Пагорб, відомий як Миренський град (словен. Mirenski grad) знаходиться над поселенням на південь.

## Історія
Поселення було вперше засвідчено в писемних джерелах в 1494 році як нім. Merinach an der Wippach.